# Ultraviolet (serial telewizyjny)
Ultraviolet – polski serial kryminalny emitowany na antenie AXN od 25 października 2017 do 18 grudnia 2019, wymyślony przez Wendy West, a wyprodukowany przez Opus Film, AXN Central Europe oraz Telewizję Polsat.

## Produkcja i premiera
Okres zdjęciowy pierwszej serii trwał między czerwcem a wrześniem 2017. W kwietniu 2019 potwierdzono realizację drugiej, 12-odcinkowej serii, której emisja rozpoczęła się 2 października. Zdjęcia do serialu realizowane były w Łodzi.
17 sierpnia 2018 serial został udostępniony na platformie Netflix. Od 30 lipca do 27 sierpnia 2019 pierwszą serię emitował również Polsat, później serial powtarzały bądź powtarzają kanały tematyczne Polsatu.

## Fabuła
30-letnia Aleksandra Serafin z powodów osobistych wraca po kilku latach z Londynu do rodzinnej Łodzi, gdzie staje się świadkiem śmierci młodej dziewczyny. Policja uznaje, że było to samobójstwo. Nie mogąc pogodzić się z zamknięciem śledztwa, Ola przyłącza się do internetowej grupy detektywów-amatorów o nazwie „Ultraviolet”, którzy na własną rękę i za pomocą nowoczesnych technologii rozwiązują zagadki kryminalne.

## Obsada

### Role główne
- Marta Nieradkiewicz – Aleksandra Serafin-Łozińska
- Sebastian Fabijański – aspirant Michał Holender
- Piotr Stramowski – aspirant Jakub Szeląg
- Magdalena Czerwińska – podkomisarz Beata Misiak
- Bartłomiej Topa – inspektor Waldemar Kraszewski
- Karolina Gorczyca – Ilona Serafin
- Michał Żurawski – Tomasz Molak
- Karolina Chapko – Dorota Polańska
- Paulina Chapko – Regina Polańska
- Viet Anh Do – Huan Nguyen „Piast Kołodziej”
- Marek Kalita – Henryk Bąk
- Agata Kulesza – Anna Serafin
- Katarzyna Cynke – Grażyna Molak

### Role gościnne
| Aktor                 | Rola                      | Odcinki, w których wystąpili | Odcinki, w których wystąpili |
| Aktor                 | Rola                      | Seria 1.                     | Seria 2.                     |
| --------------------- | ------------------------- | ---------------------------- | ---------------------------- |
| Anna Dereszowska      | Oliwia Cieślak            | 2                            |                              |
| Krzysztof Wach        | Marek Podolski            | 2                            |                              |
| Bartosz Gelner        | Kamil Łoziński            | 3, 6–7                       | 6                            |
| Otar Saralidze        | Fadi Rahmen               | 3                            |                              |
| Katarzyna Herman      | Sylwia Hardej             | 4                            |                              |
| Wojciech Kalarus      | Krzysztof „Eliasz” Górski | 4                            |                              |
| Grzegorz Wons         | ksiądz Tokarski           | 6                            |                              |
| Weronika Rosati       | Limbo                     | 7                            |                              |
| Mariusz Jakus         | Zenon Nowak               | 9–10                         |                              |
| Ireneusz Czop         | Łukasz Rolak              | 9–10                         |                              |
| Jan Monczka           | Bogusław Celiński         | 9–10                         |                              |
| Marcin Bosak          | Stanisław Czubak          | 10                           |                              |
| Karolina Gorczyca     | Ilona Serafin             |                              | 1–2, 11–12                   |
| Jakub Kamieński       | Artur Dolny               |                              | 1-2                          |
| Michał Gadomski       | Jacek Mucha               |                              | 1–2, 11–12                   |
| Mateusz Damięcki      | Adrian Szmit              | 3, 10                        | 9                            |
| Monika Kępka          | Ewa                       |                              | 4–5, 8, 10–12                |
| Magdalena Berus       | Natalia                   |                              | 5, 7                         |
| Wojciech Mecwaldowski | Otto Szewczyk             |                              | 6                            |
| Maciej Musiałowski    | Stefan Front              |                              | 7                            |
| Paweł Wilczak         | Andrzej Brejdel           |                              | 7                            |
| Aleksandra Justa      | Eugenia Woźniak           |                              | 11–12                        |

## Ścieżka dźwiękowa
Za ścieżkę dźwiękową serialu odpowiada Wojtek Urbański. Wszystkie utwory zebrano do jednego albumu, który został wydany 12 stycznia 2018 nakładem wytwórni U Know Me Records. Album był nominowany do Fryderyka 2019 w kategorii Album Roku – Muzyka Ilustracyjna.

## Spis serii
| Seria | Seria | Sezon       | Odcinki    | Premiera serii       | Finał serii     | Pora emisji | Średnia oglądalność |
| ----- | ----- | ----------- | ---------- | -------------------- | --------------- | ----------- | ------------------- |
|       | 1.    | jesień 2017 | 1–10 (10)  | 25 października 2017 | 20 grudnia 2017 | środa 22.00 | 106 297             |
|       | 2.    | jesień 2019 | 11–22 (12) | 2 października 2019  | 18 grudnia 2019 | środa 22.00 | bd.                 |